# Сиудад Манте (Ел Манте)
Сиудад Манте (шп. Ciudad Mante) насеље је у Мексику у савезној држави Тамаулипас у општини Ел Манте. Насеље се налази на надморској висини од 90 м.

## Становништво
Према подацима из 2010. године у насељу је живело 84787 становника.

### Хронологија
| Година       | 2000                  | 2005                  | 2010                  |
| ------------ | --------------------- | --------------------- | --------------------- |
| Становништво | 80533 (38668 / 41865) | 81884 (39285 / 42599) | 84787 (40867 / 43920) |

### Попис
| \| \| м \| \| \| ж \| \| 0—2 \| 1.983 \| \| \| 1.837 \| \| 3—5 \| 2.084 \| \| \| 2.126 \| \| 6—11 \| 4.304 \| \| \| 4.193 \| \| 12—14 \| 2.247 \| \| \| 2.019 \| \| 15—17 \| 2.330 \| \| \| 2.223 \| \| 18—24 \| 4.603 \| \| \| 4.868 \| \| 60+ \| 4.458 \| \| \| 5.342 \| \| Просек : \| 31,1 \| \| \| 32,5 \| |       |  |  |       |
| |       |  |  |       |
| | м     |  |  | ж     |
| 0—2 | 1.983 |  |  | 1.837 |
| 3—5 | 2.084 |  |  | 2.126 |
| 6—11 | 4.304 |  |  | 4.193 |
| 12—14 | 2.247 |  |  | 2.019 |
| 15—17 | 2.330 |  |  | 2.223 |
| 18—24 | 4.603 |  |  | 4.868 |
| 60+ | 4.458 |  |  | 5.342 |
| Просек : | 31,1  |  |  | 32,5  |

| #   | Индикатор                                                                                        | Вредност |
| --- | ------------------------------------------------------------------------------------------------ | -------- |
| 1   | Становништво од 0 до 2 године                                                                    | 3820     |
| 2   | Мушко становништво од 0 до 2 године                                                              | 1983     |
| 3   | Женско становништво од 0 до 2 године                                                             | 1837     |
| 4   | Становништво са 3 и више година                                                                  | 78740    |
| 5   | Мушко становништво са 3 и више година                                                            | 37767    |
| 6   | Женско становништво са 3 и више година                                                           | 40973    |
| 7   | Становништво са 5 и више година                                                                  | 75951    |
| 8   | Мушко становништво са 5 и више година                                                            | 36392    |
| 9   | Женско становништво са 5 и више година                                                           | 39559    |
| 10  | Становништво са 12 и више година                                                                 | 66033    |
| 11  | Мушко становништво са 12 и више година                                                           | 31379    |
| 12  | Женско становништво са 12 и више година                                                          | 34654    |
| 13  | Становништво са 15 и више година                                                                 | 61767    |
| 14  | Мушко становништво са 15 и више година                                                           | 29132    |
| 15  | Женско становништво са 15 и више година                                                          | 32635    |
| 16  | Становништво са 18 и више година                                                                 | 57214    |
| 17  | Мушко становништво са 18 и више година                                                           | 26802    |
| 18  | Женско становништво са 18 и више година                                                          | 30412    |
| 19  | Становништво од 3 до 5 година                                                                    | 4210     |
| 20  | Мушко становништво од 3 до 5 година                                                              | 2084     |
| 21  | Женско становништво од 3 до 5 година                                                             | 2126     |
| 22  | Становништво од 6 до 11 година                                                                   | 8497     |
| 23  | Мушко становништво од 6 до 11 година                                                             | 4304     |
| 24  | Женско становништво од 6 до 11 година                                                            | 4193     |
| 25  | Становништво од 8 до 14 година                                                                   | 9905     |
| 26  | Мушко становништво од 8 до 14 година                                                             | 5112     |
| 27  | Женско становништво од 8 до 14 година                                                            | 4793     |
| 28  | Становништво од 12 до 14 година                                                                  | 4266     |
| 29  | Мушко становништво од 12 до 14 година                                                            | 2247     |
| 30  | Женско становништво од 12 до 14 година                                                           | 2019     |
| 31  | Становништво од 15 до 17 година                                                                  | 4553     |
| 32  | Мушко становништво од 15 до 17 година                                                            | 2330     |
| 33  | Женско становништво од 15 до 17 година                                                           | 2223     |
| 34  | Становништво од 18 до 24 године                                                                  | 9471     |
| 35  | Мушко становништво од 18 до 24 године                                                            | 4603     |
| 36  | Женско становништво од 18 до 24 године                                                           | 4868     |
| 37  | Женско становништво од 15 до 49 година                                                           | 22774    |
| 38  | Становништво са 60 и више година                                                                 | 9800     |
| 39  | Мушко становништво са 60 и више година                                                           | 4458     |
| 40  | Женско становништво са 60 и више година                                                          | 5342     |
| 41  | Однос између мушкараца и жена                                                                    | 93.05    |
| 42  | Становништво од нуле до 14 година                                                                | 20793    |
| 43  | Становништво од 15 до 64 године                                                                  | 54999    |
| 44  | Становништво од 65 година и више                                                                 | 6768     |
| 45  | Просечан број деце                                                                               | 2.23     |
| 46  | Становништво рођено у ентитету                                                                   | 71691    |
| 47  | Мушко становништво рођено у ентитету                                                             | 34712    |
| 48  | Женско становништво рођено у ентитету                                                            | 36979    |
| 49  | Становништво рођено у другом ентитету                                                            | 10274    |
| 50  | Мушко становништво рођено у другом ентитету                                                      | 4735     |
| 51  | Женско становништво рођено у другом ентитету                                                     | 5539     |
| 52  | Становништво од 5 година и више резидентно у ентитету у јуну 2005. године                        | 73832    |
| 53  | Мушко становништво старосног доба од 5 година и више, резидентно у ентитету у јуну 2005. године  | 35238    |
| 54  | Женско становништво старосног доба од 5 и више година, резидентно у ентитету у јуну 2005. године | 38594    |
| 55  | Становништво од 5 година и више које је живело у другом ентитету у јуну 2005. године             | 1110     |
| 56  | Мушко становништво старије од 5 година које је живело у другом ентитету у јуну 2005. године      | 547      |
| 57  | Женско становништво старије од 5 година које је живело у другом ентитету у јуну 2005. године     | 563      |
| 58  | Становништво од 3 године и више које говори аутохтони језик                                      | 203      |
| 59  | Мушко становништво старо 3 године и више које говори аутохтони језик                             | 107      |
| 60  | Женско становништво старо 3 године и више које говори аутохтони језик                            | 96       |
| 61  | Становништво од 3 године и више које говори аутохтони језик и не говори шпански језик            | 0        |
| 62  | Мушко становништво старо 3 године и више које говори аутохтони језик и не говори шпански         | 0        |
| 63  | Женско становништво старо 3 године и више које говори аутохтони језик и не говори шпански језик  | 0        |
| 64  | Становништво старо 3 године и више које говори аутохтони језик и шпански                         | 92       |
| 65  | Мушко становништво старо 3 године и више које говори аутохтони језик и шпански                   | 49       |
| 66  | Женско становништво старо 3 године и више које говори аутохтони језик и шпански                  | 43       |
| 67  | Становништво од 5 година и више које говори аутохтони језик                                      | 201      |
| 68  | Становништво од 5 година и више које говори аутохтони језик и не говори шпански језик            | 0        |
| 69  | Становништво од 5 година и више које говори аутохтони језик и говори шпански језик               | 91       |
| 70  | Становништво у домородачким домаћинствима                                                        | 435      |
| 71  | Становништво са ограничењима у активностима                                                      | 4214     |
| 72  | Становништво са ограниченим ходањем или кретањем, горе или доле                                  | 2370     |
| 73  | Становници са ограничењима вида, чак и уз кориштење сочива                                       | 1221     |
| 74  | Становништво са ограничењима говора, комуникације или конверзације                               | 367      |
| 75  | Становништво са ограниченим слухом                                                               | 442      |
| 76  | Становништво са ограничењима при одевању, купању или јелу                                        | 228      |
| 77  | Становништво са ограничењима у опажању или учењу једноставних ствари                             | 152      |
| 78  | Становништво са менталним ограничењима                                                           | 401      |
| 79  | Становништво без ограничења активности                                                           | 77902    |
| 80  | Становништво од 3 до 5 година које не похађа школу                                               | 1891     |
| 81  | Мушко становништво од 3 до 5 година које не похађа школу                                         | 941      |
| 82  | Женско становништво од 3 до 5 година које не похађа школу                                        | 950      |
| 83  | Становништво од 6 до 11 година које не похађа школу                                              | 191      |
| 84  | Мушко становништво од 6 до 11 година које не похађа школу                                        | 108      |
| 85  | Женско становништво од 6 до 11 година које не похађа школу                                       | 83       |
| 86  | Становништво од 12 до 14 година које не похађа школу                                             | 220      |
| 87  | Мушко становништво од 12 до 14 година које не похађа школу                                       | 126      |
| 88  | Женско становништво од 12 до 14 година које не похађа школу                                      | 94       |
| 89  | Становништво од 15 до 17 година похађа школу                                                     | 3539     |
| 90  | Мушко становништво од 15 до 17 година похађа школу                                               | 1769     |
| 91  | Женско становништво између 15 и 17 година живота у школи                                         | 1770     |
| 92  | Становништво од 18 до 24 године похађа школу                                                     | 3381     |
| 93  | Мушко становништво од 18 до 24 године похађа школу                                               | 1709     |
| 94  | Женско становништво од 18 до 24 године похађа школу                                              | 1672     |
| 95  | Становништво од 8 до 14 година које не може да чита и пише                                       | 189      |
| 96  | Мушко становништво старосног доба од 8 до 14 година које не може да чита и пише                  | 115      |
| 97  | Женско становништво старосног доби од 8 до 14 година које не може да чита и пише                 | 74       |
| 98  | Становништво од 15 година и више које је неписмено                                               | 2597     |
| 99  | Мушко становништво од 15 година и више које је неписмено                                         | 1038     |
| 100 | Женско становништво од 15 година и више које је неписмено                                        | 1559     |
| 101 | Становништво старо 15 и више година без школовања                                                | 3570     |
| 102 | Мушко становништво старо 15 и више година без школовања                                          | 1568     |
| 103 | Женско становништво старо 15 и више година без школовања                                         | 2002     |
| 104 | Становништво старосног доба 15 и више година са непотпуним основним образовањем                  | 6117     |
| 105 | Мушко становништво старосног доба од 15 година и више са непотпуном основним образовањем         | 2830     |
| 106 | Женско становништво старосног доба 15 и више година са непотпуном основним образовањем           | 3287     |
| 107 | Становништво старо 15 и више година са комплетним основним образовањем                           | 8131     |
| 108 | Мушко становништво старо 15 година и више са комплетним основним образовањем                     | 3640     |
| 109 | Женско становништво старо 15 и више година са комплетним основним образовањем                    | 4491     |
| 110 | Становништво старосног доба 15 и више година са непотпуним средњим образовањем                   | 2365     |
| 111 | Мушко становништво старосног доба од 15 година и више са непотпуним средњим образовањем          | 1314     |
| 112 | Женско становништво старосног доба од 15 година и више са непотпуним средњим образовањем         | 1051     |
| 113 | Становништво старо 15 и више година са пуним секундарном образовањем                             | 12116    |
| 114 | Мушко становништво старосног доба од 15 година и више са пуним секундарном образовањем           | 5742     |
| 115 | Женско становништво старосног доба од 15 година и више са пуним секундарном образовањем          | 6374     |
| 116 | Становништво старије од 18 година са постосновним образовањем                                    | 26211    |
| 117 | Мушко становништво старије од 18 година са постосновним образовањем                              | 12677    |
| 118 | Женско становништво старије од 18 година са постосновним образовањем                             | 13534    |
| 119 | Просечна оцена школовања                                                                         | 9.52     |
| 120 | Просечан ниво образовања мушке популације                                                        | 9.64     |
| 121 | Просечан ниво образовања женског становништва                                                    | 9.41     |
| 122 | Економски активно становништво                                                                   | 34359    |
| 123 | Економски активна мушка популација                                                               | 21986    |
| 124 | Економски активна женска популација                                                              | 12373    |
| 125 | Становништво које није економски активно                                                         | 31429    |
| 126 | Мушко становништво које није економски активно                                                   | 9255     |
| 127 | Женско становништво које није економски активно                                                  | 22174    |
| 128 | Запослено становништво                                                                           | 32954    |
| 129 | Запослено мушко становништво                                                                     | 20934    |
| 130 | Запослено женско становништво                                                                    | 12020    |
| 131 | Незапослена популација                                                                           | 1405     |
| 132 | Незапослена мушка популација                                                                     | 1052     |
| 133 | Незапослена женска популација                                                                    | 353      |
| 134 | Становништво без права на здравствене услуге                                                     | 8931     |
| 135 | Становништво које има право на здравствене услуге                                                | 73483    |
| 136 | Становништво које има право на ИМСС                                                              | 43044    |
| 137 | Становништво које има право на социјално осигурање                                               | 7368     |
| 138 | Становништво које има право на државно социјално осигурање                                       | 116      |
| 139 | Становништво које има право на опште осигурање или здравствено осигурање за нову генерацију      | 23298    |
| 140 | Становништво које је било једном или није било у браку током 12 година и више                    | 21561    |
| 141 | Венчано или уједињено становништво од 12 година и више                                           | 36801    |
| 142 | Становништво које је било у браку или уједињено 12 година и више                                 | 7584     |
| 143 | Становништво са католичком религијом                                                             | 68893    |
| 144 | Протестанти, еванђелисти и библијски следбеници различити од еванђелиста                         | 9373     |
| 145 | Становништво са другим религијама различитим од претходних                                       | 16       |
| 146 | Становништво без религије                                                                        | 3435     |
| 147 | Укупно пописаних домаћинства                                                                     | 23793    |
| 148 | Пописна домаћинства на челу са мушкарцима                                                        | 17117    |
| 149 | Пописна домаћинства на челу са женама                                                            | 6676     |
| 150 | Становништво у пописним домаћинствима                                                            | 82353    |
| 151 | Становништво у пописним домаћинствима на челу са мушкарцима                                      | 62409    |
| 152 | Становништво у пописним домаћинствима на челу са женама                                          | 19944    |
| 153 | Укупно домаћинстава                                                                              | 29650    |
| 154 | Укупно насељених домаћинстава                                                                    | 24532    |
| 155 | Укупно приватних кућа                                                                            | 28911    |
| 156 | Насељени приватни домови                                                                         | 23793    |
| 157 | Укупно насељених приватних кућа                                                                  | 24528    |
| 158 | Ненасељене приватне куће                                                                         | 3743     |
| 159 | Појединачна домаћинства за привремену употребу                                                   | 1375     |
| 160 | Становници у насељеним приватним кућама                                                          | 82353    |
| 161 | Насељеност станара у приватним становима                                                         | 3.46     |
| 162 | Просечно становника по соби у приватним насељеним домаћинствима                                  | 0.97     |
| 163 | Појединачна домаћинства са подовима од различитих материјала од земље                            | 23015    |
| 164 | Појединачна домаћинства у приземљу                                                               | 631      |
| 165 | Појединачна домаћинства са једном спаваћом собом                                                 | 9499     |
| 166 | Појединачна домаћинства са две спаваће собе и више                                               | 14198    |
| 167 | Појединачна домаћинства са једним собом                                                          | 1976     |
| 168 | Појединачна домаћинства са две собе                                                              | 4517     |
| 169 | Појединачна домаћинства са 3 собе и више                                                         | 17192    |
| 170 | Појединачна домаћинства која имају електрично светло                                             | 23615    |
| 171 | Појединачна домаћинства која немају електрично светло                                            | 111      |
| 172 | Појединачна домаћинства која имају водоводну воду у стамбеном простору                           | 23351    |
| 173 | Појединачна домаћинства која немају водоводну воду у стамбеном простору                          | 342      |
| 174 | Појединачна домаћинства која имају тоалет                                                        | 23493    |
| 175 | Појединачна домаћинства која имају канализацију                                                  | 23057    |
| 176 | Појединачна домаћинства која немају канализацију                                                 | 595      |
| 177 | Појединачна домаћинства која имају електрично светло, довод воде из јавне мреже и канализацију   | 22814    |
| 178 | Појединачна домаћинства без икаквих услова                                                       | 179      |
| 179 | Појединачна домаћинства која имају радио                                                         | 18252    |
| 180 | Појединачна домаћинства која имају телевизор                                                     | 22989    |
| 181 | Појединачна домаћинства која имају фрижидер                                                      | 21948    |
| 182 | Појединачна домаћинства која имају машину за веш                                                 | 19178    |
| 183 | Појединачна домаћинства која имају аутомобил или комби                                           | 12031    |
| 184 | Појединачна домаћинства која имају рачунар                                                       | 7071     |
| 185 | Појединачна домаћинства која имају фиксну телефонску линију                                      | 11183    |
| 186 | Појединачна домаћинства која имају мобилни телефон                                               | 17296    |
| 187 | Појединачна домаћинства која имају приступ интернету                                             | 5329     |
| 188 | Величина локације                                                                                | 10       |